# Laís Yasmin
Laís Yasmin Lucas Gontijo (Cuiabá, 16 de dezembro de 1990) é uma cantora brasileira  conhecida por participar da faixa "Mentirinhas", primeiro álbum da trilha sonora de Chiquititas.

## Carreira
Laís Yasmin começou a cantar em festivais em 1995, sendo que em 1997, aos sete anos, conseguiu seu primeiro contrato com a gravadora Paradoxx Music, lançou seu primeiro álbum homônimo, com músicas voltadas ao público infantil, produzido por César Augusto. Ainda neste ano participou da faixa "Mentirinhas" no primeiro Álbum da trilha sonora de Chiquititas.
Em 2000, Laís Yasmin, conhecida na época por Yasmin, lançou o álbum Yasmin, que inclui a faixa "Declaração", produzido por Feio.
Em 2002, Laís Yasmin lançou o seu terceiro CD denominado O Mundo dos Sonhos de Yasmin, que contém adaptações de vários sucessos mundiais. Produzido por Bozzo Barretti e gravado pela extinta gravadora Abril Music, contém as faixas "Eu Gosto de Você" (I Wanna be With You), de Mandy Moore e "O que é o Amor" (On My Own), de Nikka Costa.
No ano de 2006, gravou um dueto com Kyle Wyley, intitulado "With You" (O Que Eu Fui Ainda Eu Sou). Este dueto fez parte da trilha sonora da novela "Prova de Amor" (Record).
Em 2007, Laís Yasmin, ainda conhecida como Yasmin Gontijo, lança alguns singles como "Teach me Tonight", "Aquarela do Brasil", "Sukiyaki", entre outros.
Em 2008, Laís Yasmin , agora conhecida por Yasmin Lucas, gravou juntamente com Maj Beatz Productions um novo hit, que surpreende a muitos, ousando arriscar-se com Hip-Hop, uma experiência nova que influenciou muito na nova fase da cantora. No mesmo ano, Laís representou o Brasil no The New Orleans Jazz & Heritage Festival, realizado em New Orleans.
Em 2009, participa da gravação do DVD “Com Toda Força do Amor”, do cantor Kim, fazendo dueto na música "Entrega". O DVD em comemoração aos 15 anos de carreira de Kim, conta com a participação de diversos ícones da música.
No mesmo ano, Laís Yasmin gravou outra participação especial, desta vez com o cantor Alex Band, intitulado "In Your Heart, I'm Home".
Ainda em 2013, Laís Yasmin participa do programa Encontro com Fátima Bernardes, transmitido pela Rede Globo. Ainda em parceria com o produtor e arranjador Marco Abreu, Laís lança um novo videoclipe da mais nova música de trabalho "Eu Só Queria Te Amar", versão da música "Corre", da dupla mexicana 'Jesse & Joy', com a assinatura do renomado Alex Batista. Outra novidade foi o fechamento de contrato com a gravadora Som Livre, já para o seu quarto álbum, com lançamento previsto para Outubro.
Em 2018, Laís Yasmin, conhecida ainda apenas por Laís, adere ao seu segundo nome Yasmin, dando inicio a uma nova fase em sua carreira. Neste ano ela se une ao grupo "Ladies and Tramps". Paralelamente, a carreira com o grupo, Laís Yasmin continua lançando singles solos. Em 2022, o projeto é reformulado e passa a se chamar Gama Musical.
Ainda em 2018, Laís Yasmin participa da 7.ª temporada do talent show The Voice Brasil, da Rede Globo, onde foi semifinalista no time de Michel Teló.
Ao participar do programa musical, Laís Yasmin voltou a alavancar a sua carreira, interpretando sucessos do sertanejo e do pop romântico, o que a levou até a semifinal do programa, quando obteve menor votação popular do que o seu competidor no time do cantor sertanejo Michel Teló. Os elogios durante a sua trajetória no talent show se deveram principalmente ao seu talento vocal, considerado extraordinário por alguns, e ao seu diferenciado repertório nas apresentações, que passou pelo sucesso country You're Still the One, os clássicos sertanejos Cabecinha no Ombro e Estrada da Vida, até umas das mais badaladas canções da banda inglesa The Beatles, Let It Be. O seu oponente na semifinal, Léo Pain, ganhou a temporada do programa e, quebrando o protocolo, buscou Laís Yasmin na plateia e a trouxe para o palco para cantar, em forma de dueto, a sua última música no programa, o clássico Dormi na Praça, sendo novamente bastante elogiada.
A participação de Laís Yasmin no The Voice Brasil proporcionou uma "abertura de portas" para ela dentro da emissora, participando do Os Melhores Anos das Nossas Vida, cantando "Banho de Lua", em 2018, e do Caldeirão com Mion, em 2025.

## Vida Pessoal
Laís Yasmin é formada em Direito, pela UNIP.

## Discografia

### Álbuns
- 1997: Yasmin
- 2000: Yasmin
- 2002: O Mundo dos Sonhos de Yasmin
- 2013: Laís

### Singles
| Ano  | Título                                     | Melhor posição | Álbum                        |
| Ano  | Título                                     | BRA            | Álbum                        |
| ---- | ------------------------------------------ | -------------- | ---------------------------- |
| 2000 | "Declaração"                               | —              | Yasmin                       |
| 2002 | "Eu Gosto de Você" (I Wanna Be With You)"  | —              | O Mundo dos Sonhos de Yasmin |
| 2002 | "O Que É o Amor" (On My Own)"              | 44             | O Mundo dos Sonhos de Yasmin |
| 2005 | "With You" (feat. Kyle Wyley)              | 84             | Prova de Amor                |
| 2009 | "In Your Heart I'm Home" (feat. Alex Band) | 47             | —                            |
| 2013 | "Eu Só Queria Te Amar"                     | 32             | Laís                         |
| 2017 | "Previsível pra Você"                      | —              | —                            |
| 2020 | "Em Busca das Flores"                      | —              | —                            |
| 2021 | "Minha Voz"                                | —              | —                            |
| 2021 | "Modo Automático"                          | —              | —                            |

### Singles Promocionais
| Ano  | Single                                    | Álbum |
| ---- | ----------------------------------------- | ----- |
| 2014 | "3 Horas da Manhã" (part. Gusttavo Lima)  | —     |
| 2015 | "Eu Ainda Te Amo" (part. Bruno e Marrone) | Laís  |
| 2022 | "Kit Beleza"                              | —     |

### Trilhas sonoras

#### Seriados
- Mentirinhas - Chiquititas, SBT - (1997)

#### Telenovelas
- O que é o Amor ? - O Sonho de Luíza, RedeTV! - (2002)
- O Meu Jeito de Agir - Essas Mulheres, Rede Record - (2005)
- With you (O Que Eu Fui Ainda Eu Sou) (Participação especial de Kyle Wyley) - Prova de Amor, Rede Record - (2005)
- Acontece, Esquece - Luz do Sol, Rede Record - (2007)
- Show That Girl (Participação especial de Feio) - Os Mutantes: Caminhos do Coração, Rede Record - (2008)
- In Your Heart, I'm Home (Participação especial de Alex Band) - Bela, a Feia, Rede Record - (2009)
- Vergonha na Cara - Vidas em Jogo, Rede Record - (2011)
- Eu Só Queria Te Amar - Mil e Uma Noites, Rede Bandeirantes - (2015)

#### Filmes
- Tudo o Que Queremos (Trilha sonora em português) - Totalmente Pokémon - (2000)
- Conhecer o Desconhecido (O Que Está Por Vir) (Trilha sonora em português) - Pokémon 3: O Feitiço dos Unown - (2000)
- Declaração - Os Xeretas - (2001)

### Outras participações
- All We Wanna Do (Tudo O Que Queremos) - Pokémon: The Johto Journeys - (2000)
- Herói Guerreiro - Tema da delegação brasileira para os Jogos Paraolímpicos de Verão de 2004 - Feio (Sérgio Carrer) - (2004)
- With You (O Que Eu Fui Ainda Eu Sou) - Kyle Wyley - (2004)
- Pantanal - DVD "Rasqueia Brasil" - Pescuma, Henrique & Claudinho - (2006)
- In Your Heart, I'm Home - Alex Band - (2009)
- Entrega - Kim - (2009)
- Dindon Dindon - Coletânea Natal em Família (2013)
- Mil Anos - Loubet (2013)
- 3 Horas da Manhã - Gusttavo Lima (2014)